# 4 Tomorrow
4 Tomorrow，是韓國四人限定女子音樂團體，成員分別來自四個韓國當紅偶像女子音樂團體：Kara的昇延、Brown Eyed Girls的佳人、After School的U-IE及4Minute的泫雅。

## 背景資料
帶著「女聲組合夢之隊」之稱，組合的創立是為了推廣韓國三星電子期下品牌的Anycall流動電話。她們的首張出數位單曲《扑通扑通Tomorrow》（두근두근 Tomorrow）於2009年10月6日推出。

## 成員資料

### 佳人
- 所屬組合：Brown Eyed Girls
- 藝名：佳人（가인）GaIn
- 本名：孫佳人（손가인）Son Ga In
- 出生日期：1987年9月20日（37歲）
- 身高：158cm
- 體重：43kg
- 血型：B型
- 出道經歷：Battle神話選拔

### 昇延
- 所屬組合：Kara
- 藝名：昇延（승연）SeungYeon
- 本名：韓昇延（한승연）Han Seung-Yeon
- 出生日期：1988年7月24日（36歲）

### U-IE
- 所屬組合：After School
- 藝名：U-IE（유이）
- 本名：金幽珍（김유진）Kim Yoo Jin
- 出生日期：1988年4月9日（37歲）
- 前所屬組合：五少女
- 離團原因：團體出道前夕，經紀公司卻因為財務問題而擱置計劃，讓成員們只能分別轉往其他經紀公司發展。

### 泫雅
- 所屬組合:4Minute
- 藝名：泫雅（현아）HyunA
- 本名：金泫雅（김현아）Kim Hyun Ah
- 出生日期：1992年6月6日（33歲）
- 前所屬組合：Wonder Girls
- 退團原因：因慢性腸胃炎和頭暈等病痛問題經常暈倒，父母親對她身體狀況相當擔憂而在2007年7月退出。

## MV
- 扑通扑通Tomorrow 4人篇
- 扑通扑通Tomorrow 佳人篇
- 扑通扑通Tomorrow 昇延篇
- 扑通扑通Tomorrow 泫雅篇
- 扑通扑通Tomorrow U-IE篇

## 故事段落
1. 《佳人的挑戰》
2. 《昇延的夢想》
3. 《泫雅的智慧》
4. 《U-IE的熱情》
5. 《東健的希望》
6. 《JAM Concert 最終篇》